# Јанова (језеро)
Јанова или Јаново (блр. Яно́ва, Яно́ўска возера; рус. Яно́во, Яно́вское озеро) језеро је централном делу Витепске области, на северу Белорусије. Налази се на граници Полацког и Ушачког рејона, на око 23 км јужно од града Полацка, односно на неких 15 км североисточно од варошице Ушачи.
Припада групи Ушачких језера.

## Карактеристике
Површина језера је 7,7 км², и има димензије од 6,5 км максималне дужине и 2,2 км максимално у ширину. Обала је доста разужена и има укупну дужину од 25 км. Површина сливног подручја је око 272 км². Котлинско дно је благо нагето у правцу северозапад-југоисток, са максималном дубином од око 13,2 метра (у јужном делу језера).
У западном делу језера формирана су два пространија залива (Северни и Јужни Рог). Обале су песковите и у односу на ниво воде балго издигнуте до једног метра. У источном делу обала постепено прелази у замочварену равницу.
Литорални појас пружа се у ширину до 100 метара и углавном је песковитог карактера. Дубине до 2 метра заузимају око 20% површине језера. Око 70% дна је прекривено сапропелом.
Најважнија протока језера је река Турављанка која га повезује са два суседна језерца.

## Живи свет
Језеро је еутрофног типа, и карактерише га доста слаба циркулација воде. Надводна вегетација пружа се до 70 метара од обале, док подземне биљке расту и до удаљености од 200 метара од обале.
Најраширеније рибље врсте су штука, деверика, смуђ и црвенперка, те у нешто мањем броју гргеч и сом. Порибљавањем је повећан број јегуља и шарана у језеру.